# Live from the Bataclan
Live from the Bataclan uživo je EP američkog glazbenika Jeffa Buckleya, koji izlazi u listopadu 1995.g. 

## Popis pjesama
1. "Dream Brother" (Jeff Buckley, Mick Grondahl, Matt Johnson) – 7:26
2. "The Way Young Lovers Do" (Van Morrison) – 12:12
  - Also includes a short improv of "Ivo" (Cocteau Twins)  – 9:10
3. "Medley" – 5:40
  - "Je N'en Connais Pas la Fin" (Raymond Asso, Marguerite Monnot) – 5:40
  - "Hymne à l'Amour" (Monnot, Édith Piaf) – 5:40
4. "Hallelujah" (Leonard Cohen) – 9:25

## Izvođači
- Jeff Buckley - gitara, vokal

## Produkcija
- Producent: Steve Berkowitz
- Mastering: Vladimir Meller